# Wacholderberg
Der Wacholderberg ist eines der ältesten und das kleinste ehemalige Naturschutzgebiet im Saarland. Es liegt an der deutsch-französischen Grenze auf der Gemarkung von Gersheims Ortsteil Medelsheim.
Der Wacholderberg ist eine 0,6 Hektar große Trockenwiese in südexponierter Hanglage, auf der in großer Anzahl Kuhschellen (Pulsatilla vulgaris) wachsen. Zum Naturschutzgebiet wurde das Areal am 30. Oktober 1969 ausgewiesen. Im Jahr 2017 wurde das Gebiet in das neu geschaffene Naturschutzgebiet Bickenalbtal integriert.